# Реагенти корексити
Реагенти корексити (рос. реагенты корекситы; англ. Correxit reagents, нім. Keroxytereagens n pl, Korrexitreagenzien n pl) – інгібітори відкладення неорганічних солей. Застосовується у свердловинних технологіях видобування корисних копалин, зокрема, нафти.

## Різновиди
Корексит 7647 – полімер, призначений для попередження відкладення карбонату кальцію і сульфатів барію, кальцію і стронцію. 
Корексит 7670 – амінофеноли, суміш карбонових солей алкіламідів і заміщеного фенолу з розчинниками з класу кисневмісних сполук. Темно-коричнева рідина з фенольним запахом (карболка), призначений для оброблення привибійної зони нагнітальних свердловин шляхом додавання до води, що нагнітається в продуктивні пласти. Застосовувати в системі піднімання нафти зі свердловин і в системі збирання не рекомендується через наявність хлорфенолів у складі реаґенту. 
Корексит 7671 – натрієва сіль трихлорфенолу у водно-спиртовому розчині. Темно-коричнева рідина з фенольним запахом. Призначений для оброблення привибійної зони нагнітальних свердловин з додаванням до води, що нагнітається. Застосовувати в системі свердловина-промислові збірні мережі не рекомендується. 